# 塞波·雷波
塞波·雷波（芬蘭語：Seppo Repo，1947年9月21日—），芬兰前男子冰球运动员，场上位置是前锋。他曾代表芬兰国家队参加1972年冬季奥林匹克运动会冰球比赛，获得第5名。